# Kabinett Beck V
Das Kabinett Beck V bildete vom 18. Mai 2011 bis 16. Januar 2013 die Landesregierung von Rheinland-Pfalz. Es war das 22. Kabinett von Rheinland-Pfalz.

## Kabinett
| Amt                                                                   | Amtsinhaber      | Partei                                                                      | Partei                                                                                               | Staatssekretäre            | Partei     | Partei     |
| --------------------------------------------------------------------- | ---------------- | --------------------------------------------------------------------------- | --- | -------------------------- | ---------- | ---------- |
| Ministerpräsident                                                     | 0Kurt Beck       |                                                                             | SPD                                                                                                  | 0Martin Stadelmaier        |            | SPD        |
| Stellvertreterin des Ministerpräsidenten                              | 0Eveline Lemke   |                                                                             | B’90/Grüne                                                                                           |                            |            |            |
| Ministerin für Wirtschaft, Klimaschutz, Energie und Landesplanung     | 0Eveline Lemke   | 0Ernst-Christoph Stolper 0(bis Juni 2012) 0Uwe Hüser 0(seit 1. August 2012) | B’90/Grüne                                                                                           |                            | B’90/Grüne |            |
| Minister des Inneren, für Sport und Infrastruktur                     | 0Roger Lewentz   |                                                                             | SPD                                                                                                  | 0Jürgen Häfner 0Heike Raab |            | SPD        |
| Minister der Finanzen                                                 | 0Carsten Kühl    | SPD                                                                         | 0Salvatore Barbaro                                                                                   | SPD                        |            |            |
| Minister der Justiz und für Verbraucherschutz                         | 0Jochen Hartloff | SPD                                                                         | 0Beate Reich                                                                                         | SPD                        |            |            |
| Ministerin für Soziales, Arbeit, Gesundheit und Demografie            | 0Malu Dreyer     | SPD                                                                         | 0Jacqueline Kraege                                                                                   | SPD                        |            |            |
| Ministerin für Bildung, Wissenschaft, Weiterbildung und Kultur        | 0Doris Ahnen     | SPD                                                                         | 0Hans Beckmann 0(seit März 2012) 0Michael Ebling 0(bis 18. April 2012) 0Vera Reiß 0Walter Schumacher | SPD                        |            |            |
| Ministerin für Umwelt, Landwirtschaft, Ernährung, Weinbau und Forsten | 0Ulrike Höfken   |                                                                             | B’90/Grüne                                                                                           | 0Thomas Griese             |            | B’90/Grüne |
| Ministerium für Integration, Familie, Kinder, Jugend und Frauen       | 0Irene Alt       | B’90/Grüne                                                                  | 0Margit Gottstein                                                                                    | B’90/Grüne                 |            |            |
| Ministerin für Bundes- und Europaangelegenheiten in der Staatskanzlei | 0Margit Conrad   |                                                                             | SPD                                                                                                  |                            |            |            |

## Ausgangslage und Koalitionsverhandlungen
Bei der Landtagswahl 2011 verlor die SPD ihre bisherige absolute Mehrheit der Mandate. In der Folge nahmen SPD und Bündnis 90/Die Grünen Koalitionsverhandlungen auf.
Bei der Verteilung der Regierungsposten hätten, Gepflogenheiten bei der Aufteilung von Kabinettsposten folgend, drei der acht Regierungspositionen (Stand des Kabinetts Beck IV einschließlich Ministerpräsident am Ende der Legislaturperiode) durch Grünen-Politiker besetzt werden müssen, also ohne Vergrößerung der Regierung drei SPD-Minister ausscheiden müssen.
Von den Ministern des Kabinetts Beck IV wurde der als Netzwerker bekannte Wirtschaftsminister Hendrik Hering als Chef der sozialdemokratischen Landtagsfraktion gehandelt. Auch im Justizministerium stand ein Wechsel an, nachdem Heinz Georg Bamberger in die Kritik geraten war. Innenminister Karl Peter Bruch schloss nach der sogenannten „Schwiegersohn-Affäre“  nicht aus, dass er der künftigen Landesregierung nicht mehr angehört. Er wird im Juli 2011 65 Jahre alt.
Das Ministerium für „Umwelt, Forsten und Verbraucherschutz“, welches im Kabinett Beck IV von Margit Conrad geleitet wurde, gilt als klassisches Ressort einer grünen Partei, umso mehr als dieses Ministerium die Klagen gegen Laufzeitverlängerung deutscher Kernkraftwerke vertritt.
Mit Abschluss der Koalitionsverhandlungen Anfang Mai 2011 einigten sich die beiden Parteien auf die unter Kabinett genannte Aufteilung der Ressorts. Die Regierung wurde um zwei Ministerposten (Ministerin für Integration und Ministerin für Bundes- und Europaangelegenheiten, letztere angesiedelt in der Staatskanzlei) erweitert. Drei der insgesamt zehn Regierungsmitglieder stellen die Grünen, sieben die SPD. Erstmals gehören einer Regierung in Rheinland-Pfalz mehr Frauen (sechs) als Männer (vier) an.
Bei Parteitagen am 7. (SPD) und 8. Mai (Grüne) 2011 bestätigten die Koalitionsparteien den Koalitionsvertrag und damit auch die Aufteilung des Kabinetts. Am 18. Mai 2011 wurde Kurt Beck als Ministerpräsident wiedergewählt und anschließend die Regierung ernannt und vereidigt.